# Hévíz-patak
Hévíz-patak är ett vattendrag i Ungern.   Det ligger i provinsen Nógrád, i den nordvästra delen av landet, 60 km norr om huvudstaden Budapest.